# Hysteropterum auroreum
Hysteropterum auroreum är en insektsart som först beskrevs av Philip Reese Uhler 1876.  Hysteropterum auroreum ingår i släktet Hysteropterum och familjen sköldstritar. Inga underarter finns listade i Catalogue of Life.